# Nativitat de la Mare de Déu (Durro)

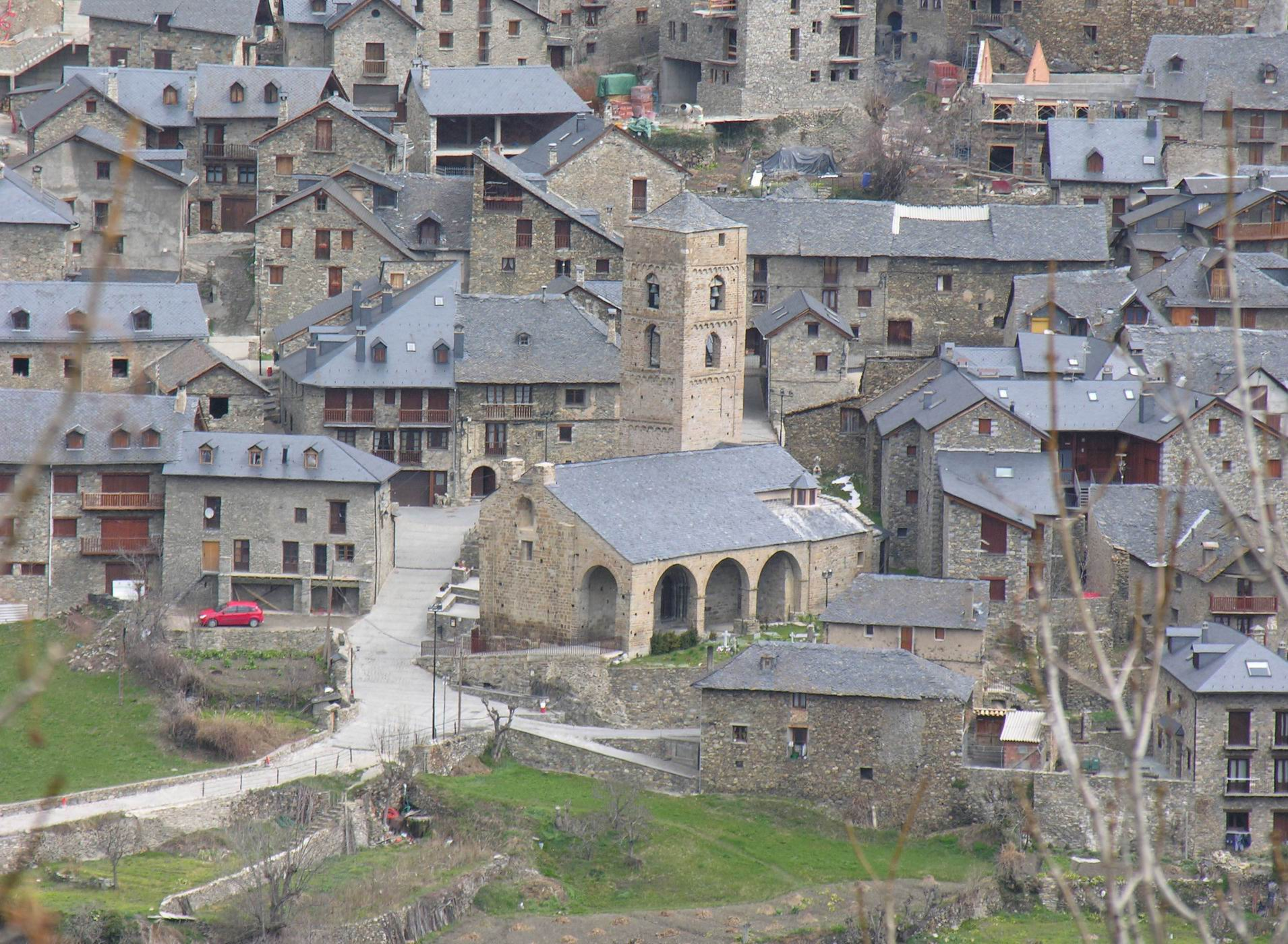
Pfarrkirche Nativitat de la Mare de Déu

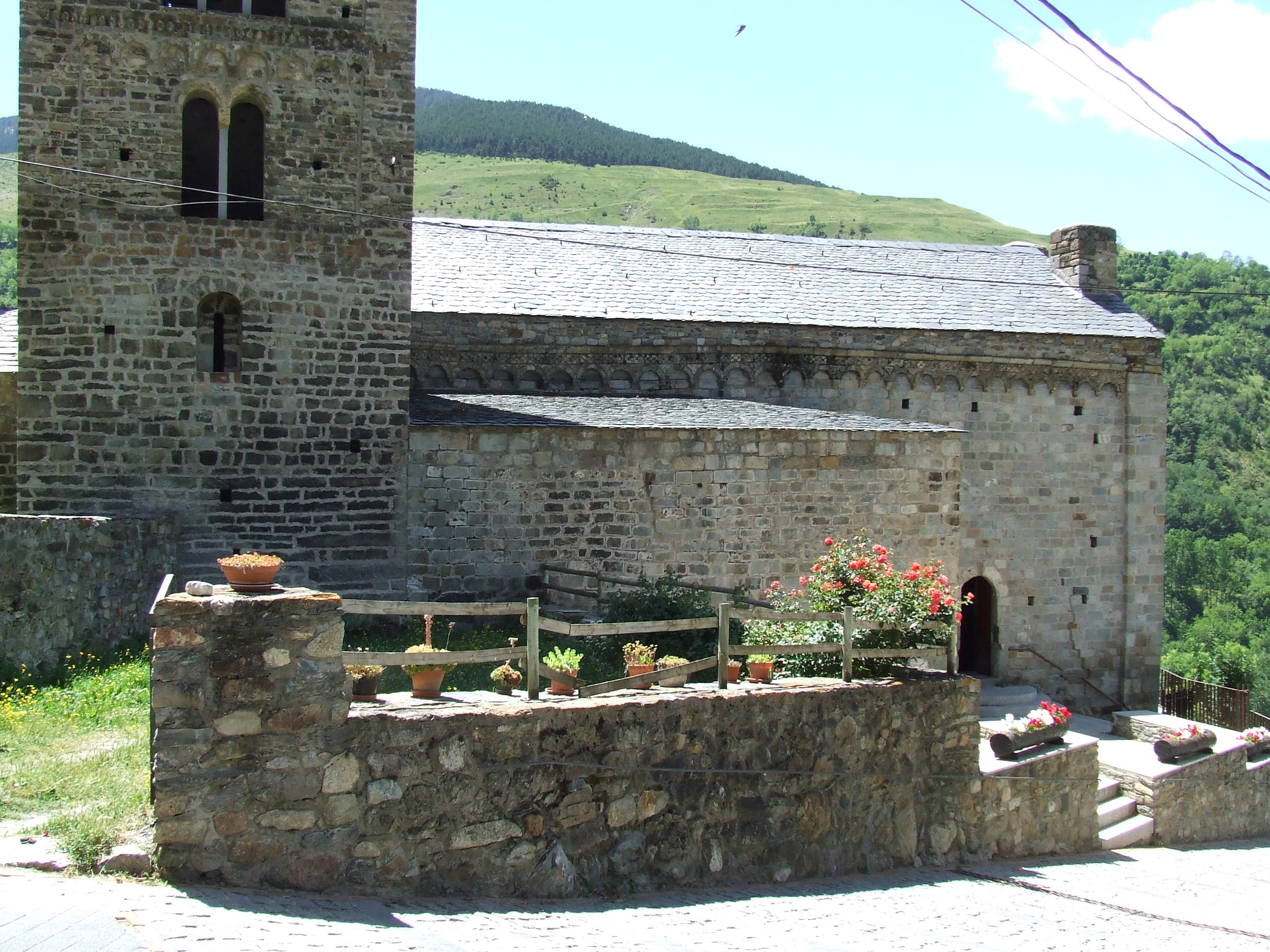
Ansicht von Norden

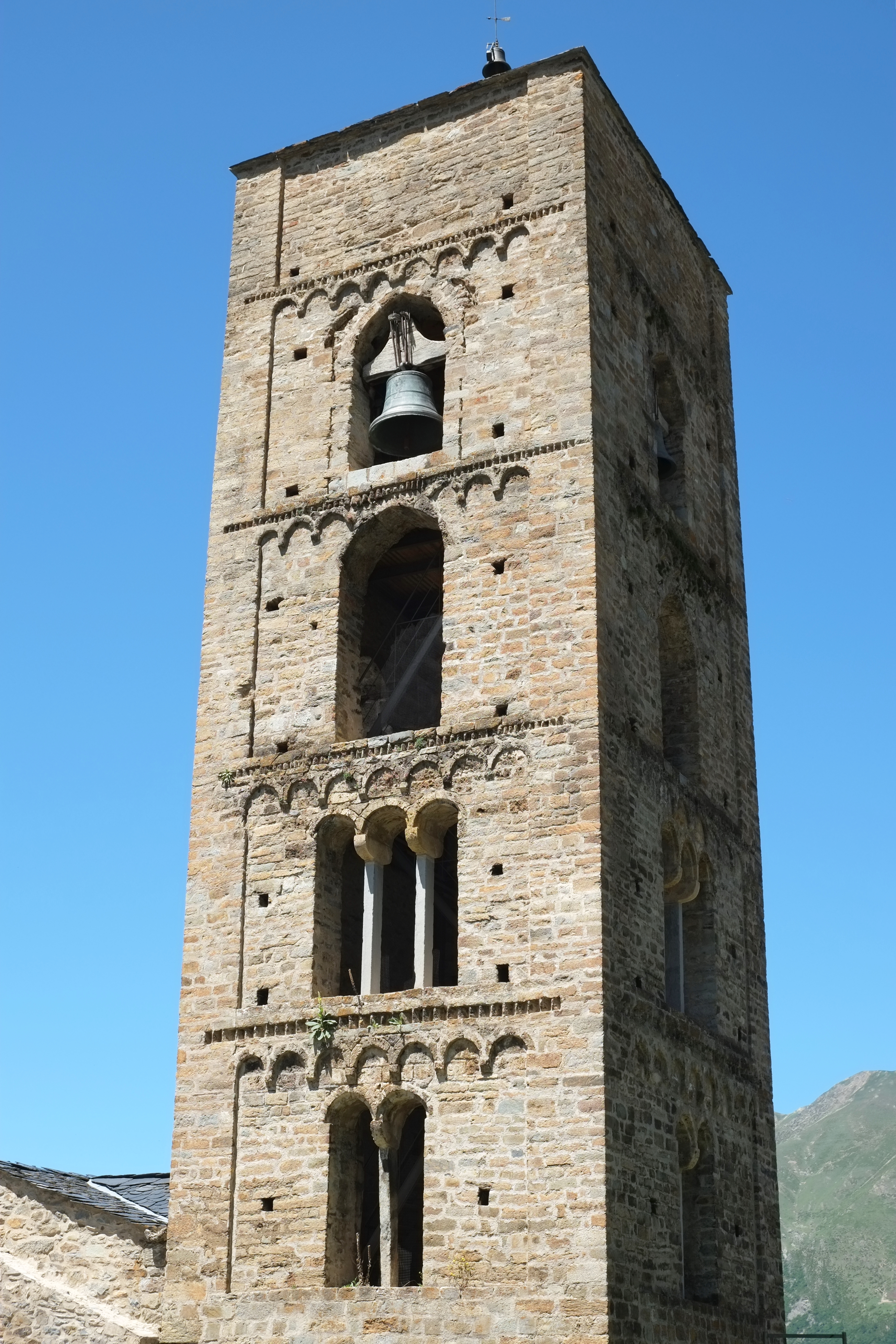
Glockenturm

Die römisch-katholische Pfarrkirche Nativitat de la Mare de Déu in Durro, einem Ortsteil der Gemeinde Vall de Boí, gehört zu den neun romanischen Kirchen in der spanischen Autonomen Region Katalonien, die im Jahr 2000 von der UNESCO als Catalan Romanesque Churches of the Vall de Boí in die Weltkulturerbeliste aufgenommen wurden. Die dem Patrozinium Mariä Geburt unterstellte Kirche war bereits im Jahr 1992 zum Bé Cultural d’Interès Nacional (Kulturgut von nationaler Bedeutung) erklärt worden. Die Pfarrkirche von Durro wurde im 12. Jahrhundert errichtet. Sie ist eine der größten Kirchen des Vall de Boí und zeugt von der Bedeutung des Ortes im Mittelalter.

## Geschichte
Im Jahr 1140 kam die Marienkirche wie die meisten Kirchen im Vall de Boí zum Bistum Urgell.

## Architektur

### Außenbau

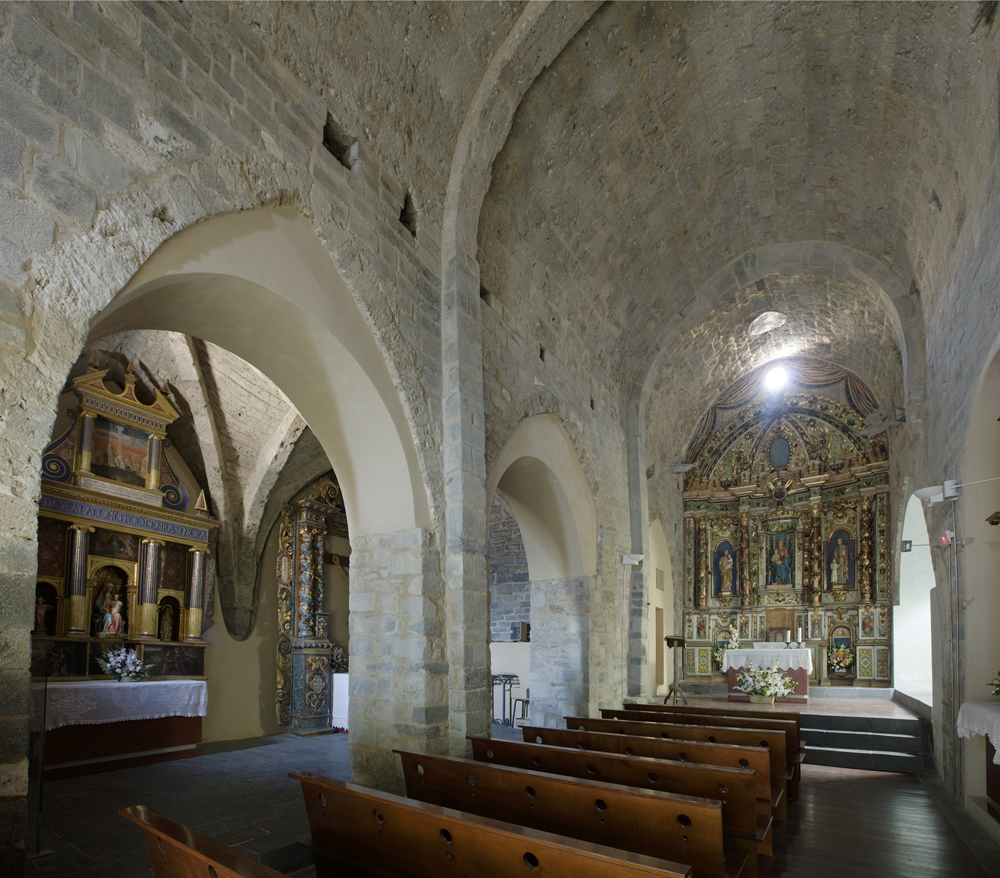
Innenraum

Im Osten des nördlichen Langhauses steht der Glockenturm. Er ist über einem quadratischen Grundriss errichtet und durch Gesimse und Blendfelder mit Bogen- und Sägezahnfriesen im Stil der lombardischen Romanik in sechs Stockwerke gegliedert. Der Turm wurde im Lauf der Zeit mehrfach verändert. Das oberste Stockwerk wurde verkürzt und zugemauert, in den beiden darunter liegenden Stockwerken wurden die ursprünglichen romanischen Fenster durch große Spitzbogenfenster im Stil der Gotik ersetzt. Der dritte Stock wird im Süden, Osten und Norden von Drillingsfenstern und der zweite Stock von Zwillingsfenstern mit schlanken Mittelsäulen durchbrochen.
Am Langhaus verläuft unter dem Dachansatz ein Fries mit Schachbrettmuster und darunter Blendarkaden.
Die Kirche besitzt zwei Portale, ein schlichtes Rundbogenportal an der Nordseite des Langhauses und das aufwändiger gestaltete Hauptportal, das in eine offene Vorhalle an der Südseite des Langhauses integriert ist. Die Vorhalle, deren weite, spitzbogige Arkaden auf quadratischen Pfeilern aufliegen, wurde wohl etwas später als die Kirche, aber noch im 12. Jahrhundert errichtet. An der hölzernen Tür des Portals ist noch das mittelalterliche, schmiedeeiserne Türschloss erhalten, das mit geometrischen Motiven und einem kleinen Kopf verziert ist.
Das Portal ist von Archivolten umgeben, die auf beiden Seiten auf zwei schlanken, mit skulptierten Kapitellen verzierten Säulen aufliegen. Auf den Kapitellen sind Tiere und stilisierte Blätter dargestellt. Die äußere Archivolte wird von einem Schachbrettfries gerahmt. In der Mitte, über dem Portal, ist ähnlich wie in der Kirche Santa Maria de l’Assumpció in Cóll ein Relief mit dem Christusmonogramm eingemeißelt, das von einem Kreis mit sechs Speichen umgeben ist. An den oberen seitlichen Speichen hängen die griechischen Buchstaben Alpha und Omega. Der Kreis ist in ein Quadrat eingeschrieben, in dessen Ecken Tiere dargestellt sind.

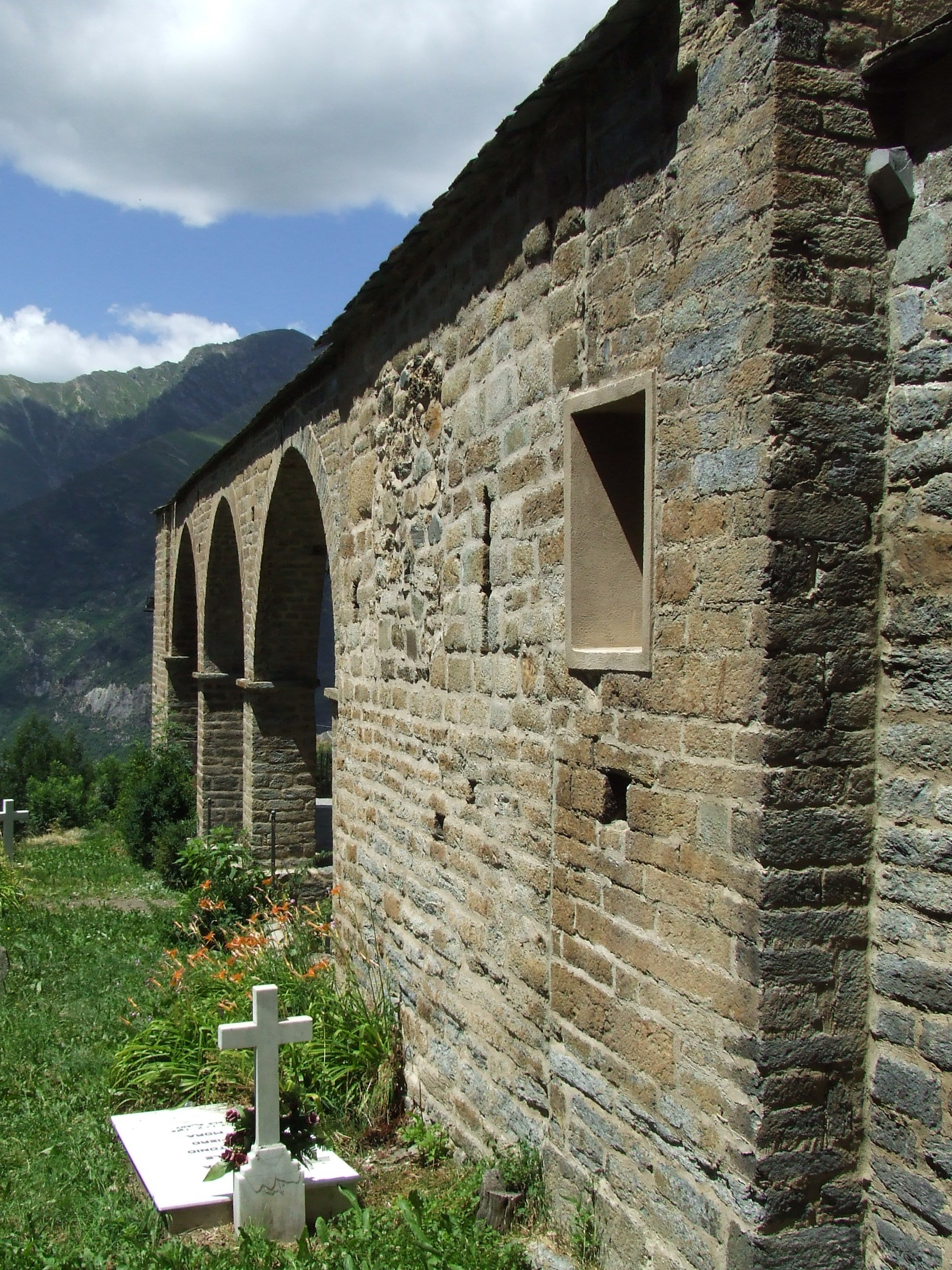
Vorhalle an der Südseite
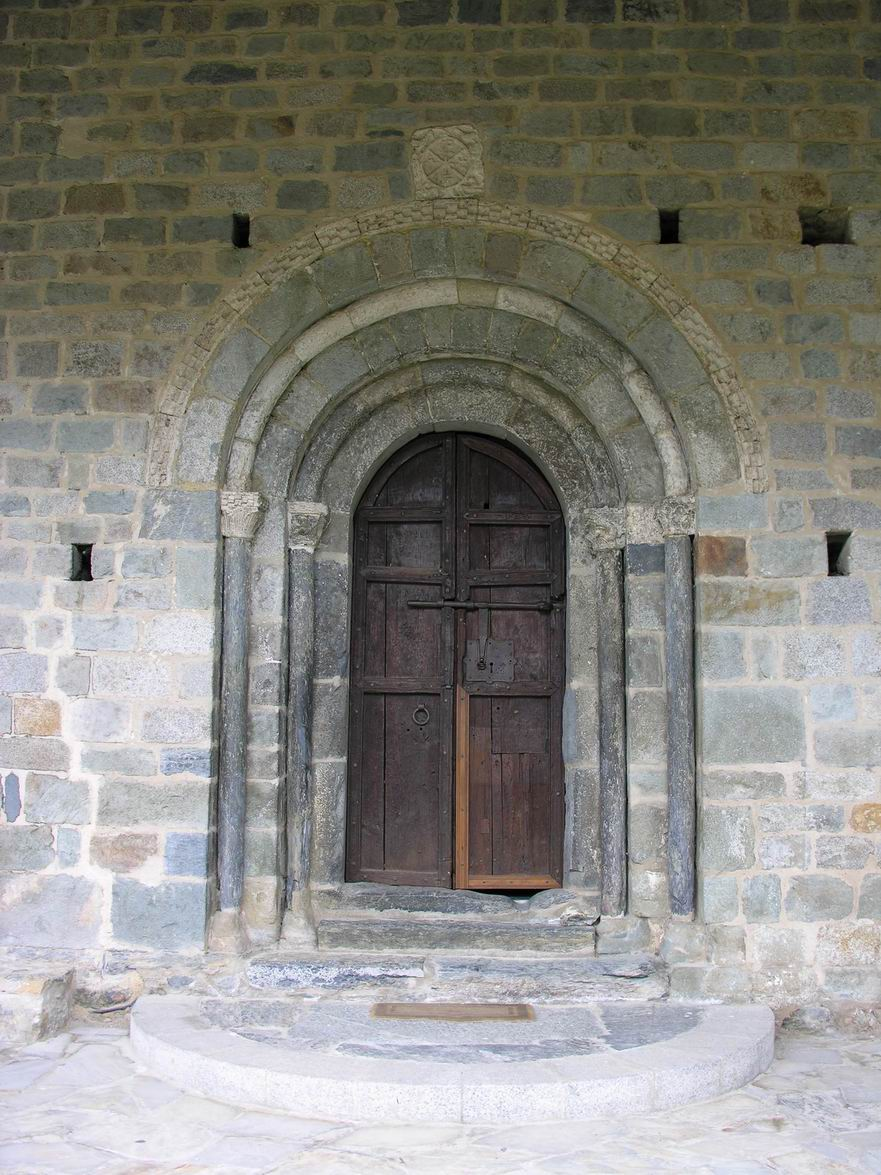
Südportal mit Chrismon
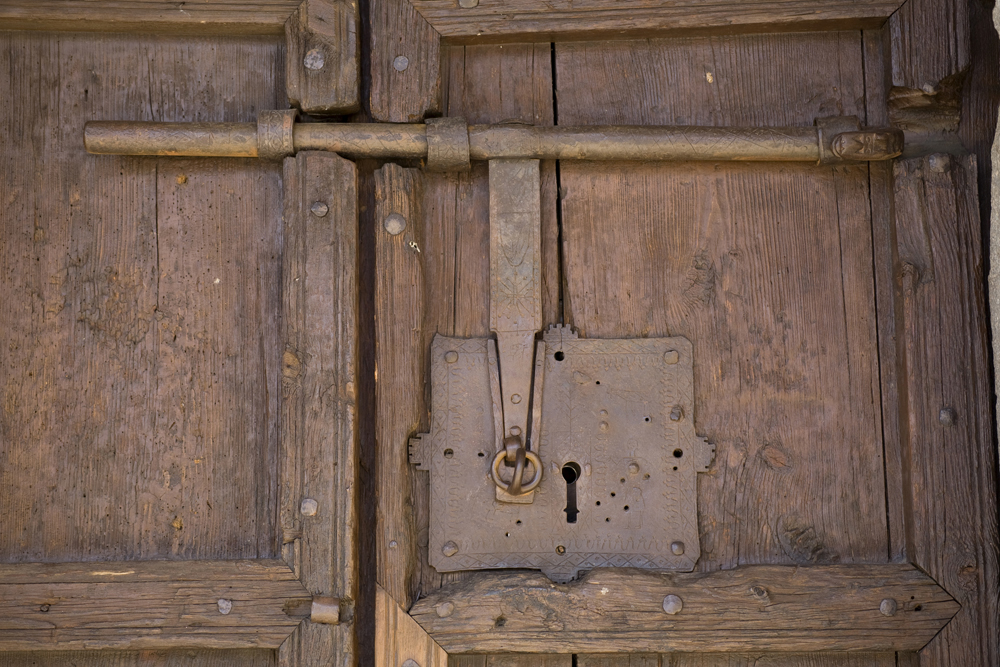
Türschloss

### Innenraum
Das einschiffige Langhaus wird von einem mit Gurtbögen verstärkten Tonnengewölbe gedeckt. An der Stelle der ursprünglichen Hauptapsis befindet sich heute eine Sakristei aus barocker Zeit. Vom ehemaligen Querhaus ist nur noch ein Teil des südlichen Arms, der zur Seitenkapelle umgebaut wurde, und die Nebenapsis erhalten. An der Nordseite des Langhauses öffnen sich zwei Seitenkapellen aus der Zeit der Gotik, die mit Kreuzrippengewölben gedeckt sind.

## Ausstattung

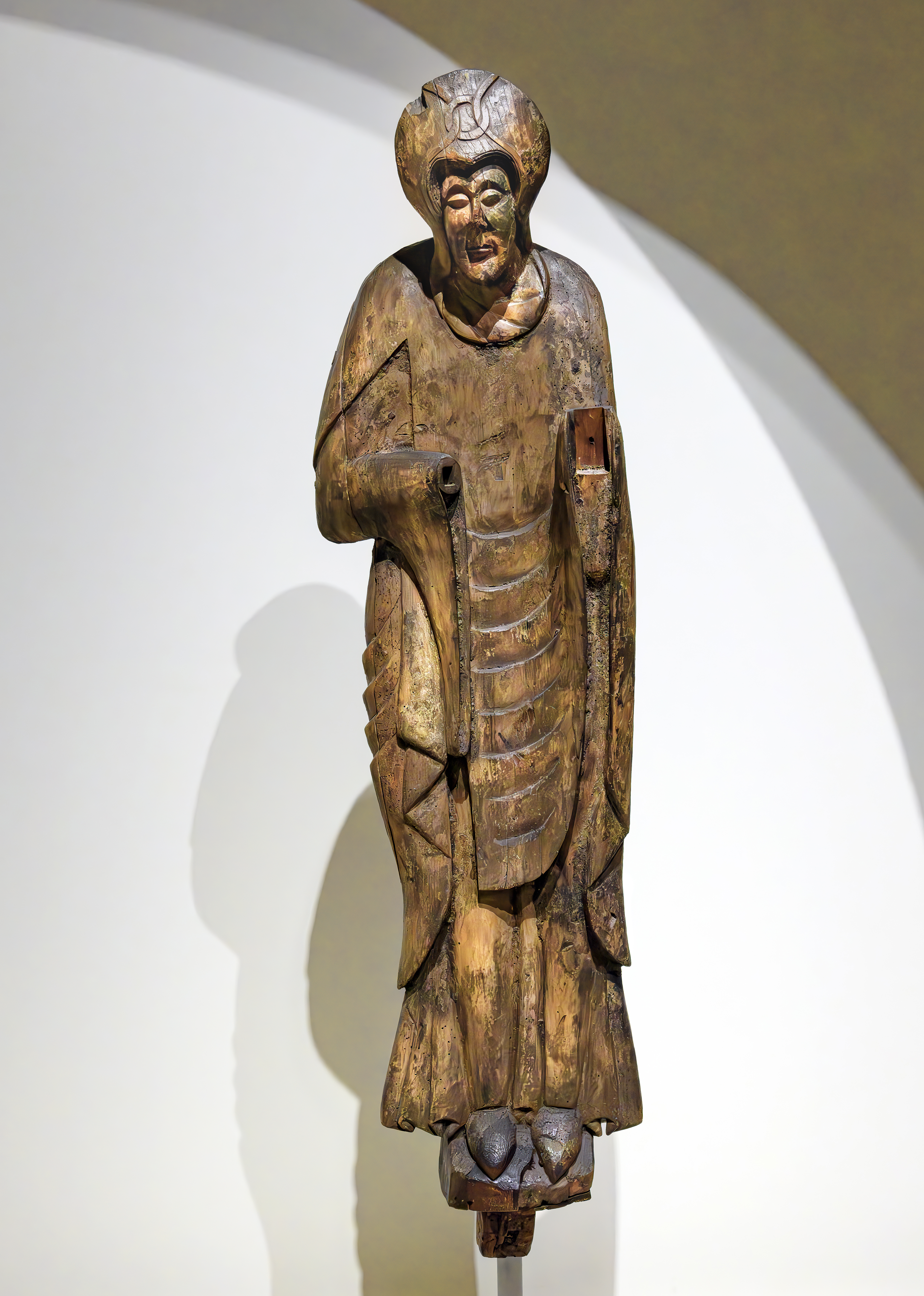
Maria der Kreuzabnahme, im Museu Nacional d’Art de Catalunya

- Die Kirche besitzt eine Bank, deren Rückwand ursprünglich als Seitenteile einer romanischen Bank dienten. Sie sind aus Kiefernholz geschnitzt und mit geometrischen und floralen Motiven verziert.
- Wie die Kirche Santa Eulàlia in Erill la Vall besaß auch die Marienkirche in Durro eine Skulpturengruppe der Kreuzabnahme Christi, die Ende des 12. oder zu Beginn des 13. Jahrhunderts geschaffen wurde. Von den ursprünglich sieben Figuren sind heute nur noch zwei erhalten. Die Figur Marias wird im Museu Nacional d’Art de Catalunya (MNAC) in Barcelona aufbewahrt.[3] Die Figur des Nikodemus, die nur noch bruchstückhaft erhalten ist, befindet sich in der Kirche. Sie war bis zum Jahr 2001 hinter dem barocken Altar verborgen und wurde nur zufällig entdeckt, als man den Altar abbaute. An der Skulptur sind Reste der Farbfassung erhalten.